# Jerome Courtland
Jerome Courtland (Knoxville, 27 dicembre 1926 – Santa Clarita Valley, 1º marzo 2012) è stato un attore, regista, produttore televisivo e cinematografico statunitense.

## Biografia
Figlio della cantante Mary Jourolmon, a 17 anni fu scoperto dal regista Charles Vidor, che lo fece esordire in Ancora insieme e lo fece mettere sotto contratto dalla Columbia Pictures per sette anni. A partire dalla metà degli anni '50 affiancò alla carriera cinematografica quella televisiva, essendo tra le altre cose protagonista della miniserie The Saga of Andy Burnett e del telefilm Tales of the Vikings. Fu anche attivo a teatro, dove recitò nella commedia musicale Flahooley.
Alla fine degli anni '60 mise in secondo piano la carriera da attore per lavorare come produttore e regista, collaborando principalmente con la Screen Gems e con Walt Disney Studios, e negli anni '80 dirigendo numerosi episodi di serie prodotte da Aaron Spelling. Tra il 1997 e il 2002 insegnò recitazione e regia al Columbia College di Chicago. Fu anche autore e illustratore di libri per l'infanzia.
Fu sposato tre volte, la prima delle quali con l'attrice Polly Bergen.

## Filmografia parziale

### Attore
- Ancora insieme (1944)
- Non parlare, baciami (1945)
- L'uomo del Colorado (1948)
- Bastogne (1949)
- Le colline camminano (1949)
- Tokyo Joe(1949)
- The Palomino (1950)
- Rotaie insanguinate (1951)
- Il sergente Carver (1951)
- L'avventuriero delle Ande (1951)
- Contrabbando per l'oriente (1952)
- Femmina contesa (1953)
- The Bamboo Prison (1954)
- Crossroads – serie TV, episodio 2x19 (1957)
- L'ultima battaglia del generale Custer (1958)
- O sole mio, regia di Paul Martin (1960)
- Le avventure di Mary Read (1961)
- Tharus figlio di Attila (1962)
- Lo sperone nero (1965)

### Produttore
- Incredibile viaggio verso l'ignoto (1975)
- Nato per correre (1975)
- Elliott il drago invisibile (1977)
- Ritorno dall'ignoto (1978)
- Il diavolo e Max (1981)
- Amy (1981)